# Torre la Ribera
Torre la Ribera (aragónul: Torlarribera, katalánul: Tor-la-ribera) község Spanyolországban, Huesca tartományban. Torre la Ribera Bisaurri, Laspaúles, Veracruz, Isábena, Valle de Lierp és Valle de Bardají községekkel határos. Lakosainak száma 100 fő (2024).

## Népesség
A település népessége az utóbbi években az alábbiak szerint változott:
| Lakosok száma | 115  | 117  | 119  | 118  | 117  | 106  | 103  | 101  | 101  | 100  |
|               | 2001 | 2004 | 2007 | 2009 | 2012 | 2014 | 2017 | 2019 | 2022 | 2024 |